# Scotton (Lincolnshire)
Pour les articles homonymes, voir Scotton.
Scotton est une paroisse civile et un village du Lincolnshire, en Angleterre.